# Ignacio Pinedo
Ignacio Pinedo Borie (San Sebastián, 8 maggio 1925 – Madrid, 16 agosto 1991) è stato un cestista e allenatore di pallacanestro spagnolo.

## Carriera
Con la Spagna ha disputato i Campionati mondiali del 1950.

## Palmarès
- Campionato spagnolo: 2

Real Madrid: 1957, 1958
- Copa del Rey: 3

Real Madrid: 1954, 1956, 1957